# Bombus keriensis
Bombus keriensis (saknar svenskt namn) är en insekt i överfamiljen bin (Apoidea) och släktet humlor (Bombus) som lever i stora delar av Asien.

## Utseende
Arten är en bergsart med kraftig, tjock behåring. Vingarna är ljusbruna, och tungan medellång.

### Honor
Huvudet är svart, även om det förekommer en form med gul (hos drottningarna även vit) behåring där. Mellankroppen är gul eller vit med ett svart band av varierande storlek mellan vingfästena. Bakkroppens två främre egment är gula eller vita, det tredje svart, ibland med den bakre kanten gul eller vit, och de tre följande tegelröda, även här ibland med den bakre kanten vit. Hos arbetarna finns det en form med nästan helt gult huvud och det tredje, svarta bakkroppssegmentet uppblandat med ljusare hår. 
Drottningarna blir mellan 19 och 22 mm långa, arbetarna 11 till 14 mm.

### Hanar
Det finns i princip två färgformer av hanar: En ljusare, med övervägande gult huvud, det svarta tvärbandet på den gula mellankroppen uppblandat med ljusa hår, bakkroppssegment 1 och 2 framifrån gula, segment 3 svart med gula ytterkanter, och de resterande 4 segmenten tegelröda, samt en mörkare form med huvudset svart (förutom det gula ansiktet), ett brett, helsvart band på den gula mellankroppen, och det svarta bakkroppssegmentet utan gula kanter.  Hanarna blir mellan 12 och 13 mm långa.

## Vanor
Bombus keriensis lever i torrt, kallt klimat på hög höjd, där den gärna söker sin näring i buskvegetation. Det är en inte särskilt vanlig art på höjder mellan 3 400 och 4 400 m. Vanliga näringsväxter är ranunkelväxter [som stormhattar), ärtväxter (vitklöver, Caragana versicolor), balsaminväxter (jättebalsamin), korgblommiga växter (tistlar), gentianaväxter (Swertia petiolata), lejongapsväxter samt kransblommiga växter (exempelvis syskor).

## Utbredning
Bombus keriensis finns i stora delar av Asien från Turkiet, Kaukasus och de iranska bergen över Centralasien och Himalaya till Mongoliet, Tibet och västra Kina (provinserna Xinjiang, Qinghai, Sichuan samt Gansu).